# Taperinha adspersa
Taperinha adspersa är en insektsart som beskrevs av Rauno E. Linnavuori och Delong 1978. Taperinha adspersa ingår i släktet Taperinha och familjen dvärgstritar. Inga underarter finns listade i Catalogue of Life.